# Campionati del mondo di atletica leggera 2011 - Salto in lungo maschile
Il salto in lungo maschile ai campionati del mondo di atletica leggera 2011 si è tenuto il 1º e il 2 settembre. Gli standard di qualificazione erano di 8,20 m (A) e 8,10 (B).

## Programma
| Date              | Tempo | Evento         |
| ----------------- | ----- | -------------- |
| 1º settembre 2011 | 11:35 | Qualificazioni |
| 2 settembre 2011  | 19:20 | Finale         |

## Risultati

### Qualificazioni
Si accede in finale con 8,15 m o rientrando tra i primi 12.
| Pos | Gruppo | Atleta                    | Nazione       | #1   | #2   | #3   | Ris  | Note |
| --- | ------ | ------------------------- | ------------- | ---- | ---- | ---- | ---- | ---- |
| 1   | A      | Dwight Phillips           | Stati Uniti   | 8.32 |      |      | 8.32 | Q,   |
| 2   | A      | Mitchell Watt             | Australia     | 6.43 | 8.15 |      | 8.15 | Q    |
| 3   | A      | Christian Reif            | Germania      | x    | 8.13 | x    | 8.13 | q    |
| 4   | B      | Ngonidzashe Makusha       | Zimbabwe      | 8.05 | 7.83 | 8.11 | 8.11 | q    |
| 5   | B      | Sebastian Bayer           | Germania      | 8.11 | -    | -    | 8.11 | q    |
| 6   | B      | Marcos Chuva              | Portogallo    | x    | 8.10 | x    | 8.10 | q    |
| 7   | B      | Will Claye                | Stati Uniti   | 7.83 | 7.94 | 8.09 | 8.09 | q    |
| 8   | A      | Aleksandr Men'kov         | Russia        | 8.07 | x    | -    | 8.07 | q    |
| 9   | A      | Yahya Berrabah            | Marocco       | x    | 8.03 | 8.05 | 8.05 | q    |
| 10  | B      | Luvo Manyonga             | Sudafrica     | 7.77 | 7.72 | 8.04 | 8.04 | q    |
| 11  | A      | Kim Deok-hyeon            | Corea del Sud | 7.86 | 7.99 | 8.02 | 8.02 | q,   |
| 12  | A      | Chris Tomlinson           | Gran Bretagna | 7.95 | 7.84 | 8.02 | 8.02 | q    |
| 13  | A      | Marquise Goodwin          | Stati Uniti   | 7.92 | 7.78 | 8.02 | 8.02 |      |
| 14  | B      | Loúis Tsátoumas           | Grecia        | 8.01 | 7.89 | x    | 8.01 |      |
| 15  | B      | Greg Rutherford           | Gran Bretagna | 8.00 | x    |      | 8.00 |      |
| 15  | A      | Godfrey Khotso Mokoena    | Sudafrica     | x    | x    | 8.00 | 8.00 |      |
| 17  | A      | Ignisious Gaisah          | Ghana         | x    | 7.92 | 7.78 | 7.92 |      |
| 18  | B      | Eusebio Cáceres           | Spagna        | 7.60 | 7.90 | 7.91 | 7.91 |      |
| 19  | B      | Tyrone Smith              | Bermuda       | x    | 7.79 | 7.91 | 7.91 |      |
| 20  | A      | Damar Forbes              | Giamaica      | x    | x    | 7.91 | 7.91 |      |
| 21  | B      | Fabrice Lapierre          | Australia     | 7.80 | 7.89 | 7.76 | 7.89 |      |
| 22  | B      | Irving Saladino           | Panama        | x    | x    | 7.84 | 7.84 |      |
| 23  | A      | Luis Felipe Méliz         | Spagna        | 7.80 | 7.69 | 7.82 | 7.82 |      |
| 24  | A      | Robert Crowther           | Australia     | 7.74 | 7.64 | 7.67 | 7.74 |      |
| 25  | B      | Raymond Higgs             | Bahamas       | x    | 7.72 | x    | 7.72 |      |
| 26  | A      | Jorge McFarlane           | Perù          | x    | x    | 7.66 | 7.66 |      |
| 27  | A      | Michel Tornéus            | Svezia        | x    | 7.62 | 7.65 | 7.65 |      |
| 28  | A      | Salim Sdiri               | Francia       | 7.49 | 7.58 | 7.48 | 7.58 |      |
| 29  | B      | Lin Ching-hsuan           | Taipei cinese | 7.30 | x    | x    | 7.30 |      |
| 30  | B      | Kristinn Torfason         | Islanda       | 5.52 | 6.25 | 7.17 | 7.17 |      |
| 31  | B      | Trevell Quinley           | Stati Uniti   | 7.09 | x    | x    | 7.09 |      |
| 32  | B      | Su Xiongfeng              | Cina          | 7.03 |      |      | 7.03 |      |
|     | B      | Henry Dagmil              | Filippine     | x    | x    | x    | nm   |      |
|     | A      | Mohamed Fathalla Difallah | Egitto        | x    | x    | x    | nm   |      |
|     | A      | Povilas Mykolaitis        | Lituania      | x    | x    | x    | nm   |      |
|     | B      | Stanley Gbagbeke          | Niger         |      |      |      | dns  |      |

### Finale
| Pos | Nome                | Nazione       | #1   | #2   | #3   | #4   | #5   | #6   | Misura | Note                                     |
| --- | ------------------- | ------------- | ---- | ---- | ---- | ---- | ---- | ---- | ------ | ---------------------------------------- |
| 1   | Dwight Phillips     | Stati Uniti   | 8.31 | 8.45 | x    | -    | x    | x    | 8.45   | Miglior prestazione personale stagionale |
| 2   | Mitchell Watt       | Australia     | x    | 8.33 | 4.90 | 7.79 | x    | 8.06 | 8.33   |                                          |
| 3   | Ngonidzashe Makusha | Zimbabwe      | 8.29 | 8.15 | 8.14 | 8.00 | 8.07 | x    | 8.29   |                                          |
| 4   | Yahya Berrabah      | Marocco       | 8.03 | 8.23 | x    | x    | x    | x    | 8.23   |                                          |
| 5   | Luvo Manyonga       | Sudafrica     | 8.21 | x    | 7.82 | x    | x    | x    | 8.21   |                                          |
| 6   | Aleksandr Men'kov   | Russia        | 7.74 | 8.19 | x    | x    | 8.07 | x    | 8.19   |                                          |
| 7   | Christian Reif      | Germania      | 7.90 | 8.19 | x    | 7.98 | x    | 7.97 | 8.19   |                                          |
| 8   | Sebastian Bayer     | Germania      | 8.17 | 8.06 | 8.13 | 8.04 | 7.91 | 8.02 | 8.17   | Miglior prestazione personale stagionale |
| 9   | Will Claye          | Stati Uniti   | 8.08 | 7.98 | 8.10 |      |      |      | 8.10   |                                          |
| 10  | Marcos Chuva        | Portogallo    | 8.05 | x    | 7.99 |      |      |      | 8.05   |                                          |
| 11  | Chris Tomlinson     | Gran Bretagna | 7.86 | x    | 7.87 |      |      |      | 7.87   |                                          |
|     | Kim Deok-hyeon      | Corea del Sud |      |      |      |      |      |      | dns    |                                          |